# موتور تاج‌محمد هوت
موتور تاج‌محمد هوت یا موتور تاجی‌محمد هوت روستایی در دهستان پیشین بخش پیشین شهرستان راسک استان سیستان و بلوچستان ایران است.

## جمعیت
بر پایه سرشماری عمومی نفوس و مسکن در سال ۱۳۹۵ جمعیت این روستا ۱۸۰ نفر (۴۳خانوار) بوده‌است.